# Platanthera yangmeiensis
Platanthera yangmeiensis är en orkidéart som beskrevs av Tsan Piao Lin. Platanthera yangmeiensis ingår i släktet nattvioler, och familjen orkidéer. Inga underarter finns listade i Catalogue of Life.